# Bukgajwa-dong

Trung tâm dịch vụ cộng đồng Bukgajwa 2-dong

Bukgajwa-dong là một dong (phường) của quận Seodaemun ở Seoul, Hàn Quốc; và được chia thành Bukgajwa 1-dong và Bukgajwa 2-dong. Khu vực này là nơi tọa lạc của Di sản Văn hóa Hữu hình Thành phố Seoul số 41 là Hwasangunsindobi (bia lăng mộ của Hoàng tử Hwasangun).

## Giáo dục
Các trường học ở Bukgajwa-dong:
- Trường tiểu học Bukgajwa Seoul (서울북가좌초등학교)
- Trường tiểu học Gajaeul-ul Seoul (서울가재울초등학교)
- Trường trung học cơ sở Gajaeul-ul Seoul (서울가재울중학교)
- Trường trung học phổ thông Gajaeul-ul Seoul (서울가재울고등학교)

## Giao thông
Bukgajwa 2-dong có 1 bến xe buýt kết nối đến các khu vực khác nhau của trung tâm Seoul. Các tuyến tàu điện ngầm không trực tiếp đi đến Bukgajwa-dong nhưng có thể đến đây thông qua ga Digital Media City và ga Jeungsan (Tuyến Seoul 6) ở khu vực lân cận.